# Guillaume Livet
Charles Guillaume Livet, né le 24 janvier 1856 dans l'ancien 9e arrondissement de Paris et mort le 16 avril 1919 à Paris 10e, est un dramaturge, journaliste, romancier, scénariste et médecin français.

## Biographie
Interne des hôpitaux et journaliste à L’Événement, Le Temps, Gil Blas, Voltaire (1883-1891) ou, entre autres, au Journal (1892), il devient docteur en médecine (Paris, 1896) et se distingue pour des recherches sur les cancers en appliquant sur les parties cancéreuses des fragments de carbure de calcium et obtient la cessation des douleurs et des hémorragies.
Comme écrivain, on lui doit des pièces de théâtre et des romans d'amour, puis, lors de la Première Guerre mondiale des romans sur les tranchées. Il a également écrit quelques scénarios pour le cinéma.

## Œuvres
- Le Mariage de Racine, comédie en 1 acte, en vers, avec Gustave Vautrey, 1882.
- À travers la porte, saynète en 1 acte, en vers, 1884.
- Les Petits Pois, comédie en 1 acte, 1884.
- Les Récits de Jean Féru, roman, 1885.
- Chez les Martin, saynète en 1 acte, en prose, 1885.
- La Sang-brulé, drame en 5 actes et 6 tableaux, avec Alexis Bouvier, 1885.
- Théodora à Montluçon, parodie en un acte et huit tableaux, avec Henri Boucherat, 1885.
- Il reviendra, revue en 3 tableaux de l'année 1887, avec Amédée de Jallais, 1888.
- La Vie du marin ballet, pantomime dramatique en trois actes et vingt tableaux, 1888.
- L'Amour forcé, roman, 1895.
- Emploi du carbure de calcium en chirurgie (et particulièrement dans le traitement du cancer de l'utérus), thèse, 1896.
- Nick Carter, pièce en 5 actes et 8 tableaux, avec Alexandre Bisson, 1909.
- Le Songe d'une nuit d'automne, roman, 1910.
- Fille adoptive, roman, 1912.
- Nouveau manuel de médecine pour tous, 1912.
- Sous le charme, roman, 1912.
- Cœur d'enfant, roman, 1913.
- Coupable par amour, roman, 1913.
- Miramar, l'homme aux yeux de chat, roman, 1913.
- Pietro Danera, le semeur de morts, roman, 1913.
- Épilepsie et troubles vaso-moteurs localisés consécutifs à une fièvre puerpérale, 1914.
- Marraines de poilus, roman, 1915.
- La Faute d'un brave homme, roman, 1916.
- Le Martyre d'une infirmière, roman, 1916.
- Le Portrait de l'aimée, roman, 1916.
- Amour et Gloire, roman, 1917.
- Enfant de vierge, roman, 1917.
- Une larme de poète, pièce en vers en 1 acte, avec Joseph Vassivière, 1917.
- Un revenant, roman, 1917.
- Cœur de vieillard, roman, 1918.
- Pauvre Mado, roman, 1918.
- L'Enfant aux deux mères, roman, 1919.

## Filmographie partielle

### Comme scénariste
- 1911 : La Gouvernante de Georges Denola
- 1911 : Rigadin n'aime pas le vendredi 13  de Georges Monca